# Vietnamesische Nationaluniversität Ho-Chi-Minh-Stadt

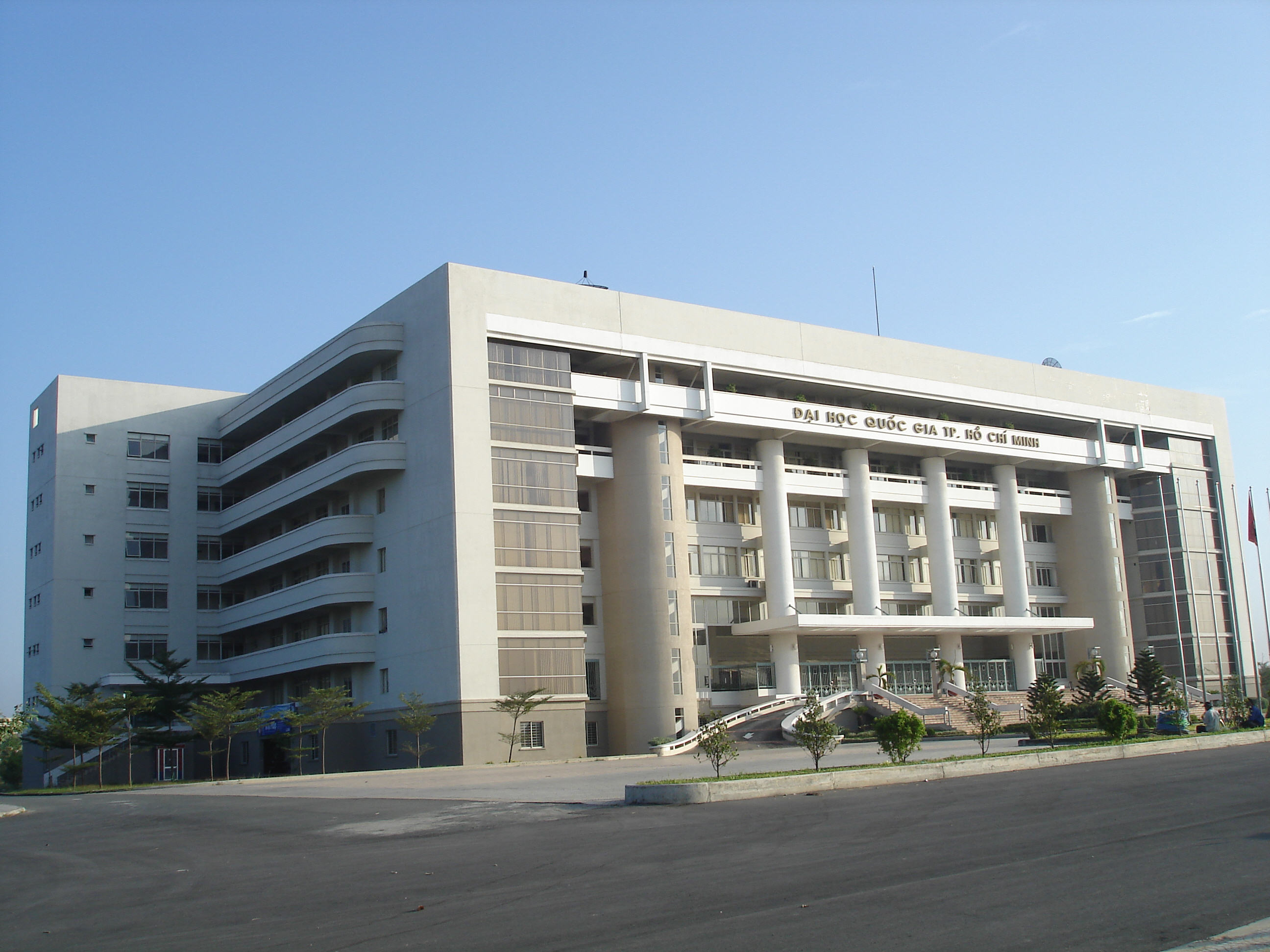
Hauptcampus

Die Vietnamesische Nationaluniversität Ho-Chi-Minh-Stadt (vietnamesisch Đại học Quốc gia Thành phố Hồ Chí Minh, englisch Vietnam National University, Ho Chi Minh City, VNU-HCM) ist eine öffentliche Forschungsuniversität in Vietnam. Sie ist eine von zwei Nationaluniversitäten Vietnams, die andere ist die Vietnamesische Nationaluniversität Hanoi. Als solche untersteht sie direkt dem Premierminister Vietnams und nicht dem nationalen Bildungsministerium und hat einen hervorgehobenen Status unter den Bildungsinstitutionen des Landes.
In den QS University Rankings 2020 wurde sie auf Platz 201–250 in Asien eingestuft. Im Jahr 2020 war sie eine der ersten beiden vietnamesischen Universitäten, die in das QS Global Ranking of Top 150 unter 50 Jahren 2021 aufgenommen wurden. Die Universität hat 10 Mitgliedsuniversitäten und Fakultäten. 

## Geschichte
Die Universität wurde im Jahre 1995 durch die Zusammenlegung von neun zuvor unabhängigen Institutionen gegründet. 2001 wurde ihr gemeinsam mit der Nationaluniversität in Hanoi ein besonderer Status verliehen.
2013 wurde der neue Campus der Universität im modernen Stadtteil Thủ Đức eröffnet, welcher auch einen Technologiepark enthält. Ein weiterer Campus befindet sich in der Provinz Bến Tre.

## Mitgliedsinstitutionen
Die Vietnam National University in Hanoi umfasst die folgenden Mitglieder (Universitäten, Schulen):
- VNU-HCM University of Technology
- VNU-HCM University of Science
- VNU-HCM University of Social Sciences and Humanities
- VNU-HCM International University
- VNU-HCM University of Information Technology
- VNU-HCM University of Economics and Law
- VNU-HCM An Giang University
- VNU-HCM School of Medicine
- VNU-HCM School of Political and Administration Sciences
- VNU-HCM Institute for Environment and Resources

Daneben sind zahlreiche Forschungseinrichtungen und eine Begabtenschule eng mit der Universität verbunden. Sie ist auch Teil des ASEAN-Universitäts-Netzwerks.